# Мустаевский сельсовет
Мустаевский сельсовет — сельское поселение в Новосергиевском районе Оренбургской области Российской Федерации.
Административный центр — село Мустаево.

## История
Статус и границы сельского поселения установлены Законом Оренбургской области от 9 марта 2005 года № 1906/314-III-ОЗ «О муниципальных образованиях в составе муниципального образования Новосергиевский район Оренбургской области»

## Население
| 2010  | 2012  | 2013  | 2014  | 2015  | 2016  | 2017  |
| ----- | ----- | ----- | ----- | ----- | ----- | ----- |
| 1378  | ↘1340 | ↘1338 | ↘1322 | ↘1321 | ↘1302 | ↘1298 |
| 2018  | 2019  | 2020  | 2021  |       |       |       |
| ↘1254 | ↘1228 | ↘1216 | ↘1190 |       |       |       |

## Состав сельского поселения
На территории сельского поселения расположены 3 села: :
| № | Населённый пункт | Тип населённого пункта       | Население |
| - | ---------------- | ---------------------------- | --------- |
| 1 | Измайловка       | село                         | 148       |
| 2 | Мустаево         | село, административный центр | ↘984      |
| 3 | Ржавка           | село                         | 246       |